# Красный Пахарь (Омская область)
Кра́сный Па́харь — деревня в Крутинском районе Омской области, входит в состав Яманского сельского поселения.

## История
Основана в 1925 году. В 1928 году посёлок состоял из 21 хозяйства, основное население — русские. В административном отношении находился в составе Икского сельсовета Крутинского района Омского округа Сибирского края.

## Население
| 2010 |
| ---- |
| 38   |

## Улицы
В деревне имеются две улицы: Новая и Центральная.